# Billy Dodds
Billy Dodds (New Cumnock, 5 febbraio 1969) è un allenatore di calcio ed ex calciatore scozzese, di ruolo attaccante.

## Carriera

### Club
Cresciuto nel Chelsea, i Blues lo mandano a fare esperienza nella seconda divisione scozzese e durante il torneo, Dodds firma 9 reti in 30 giornate. Ritornato a Londra, gioca un paio d'incontri in Second Division, trasferendosi definitivamente al Dundee nel 1990: in Scozia, alla sua prima stagione, sigla 13 reti in 30 sfide di campionato. Si sblocca all'ottava giornata, il 4 ottobre 1989, contro il St. Mirren (3-2) e l'11 novembre seguente realizza una doppietta contro l'Hearts a Edimburgo (6-3). A fine stagione è il miglior marcatore del Dundee, quinto del torneo. Nonostante ciò, il club, ultimo in classifica, retrocede in seconda divisione. Dodds firma 15 gol alla sua prima annata e 19 nella seconda, consentendo alla società di vincere il titolo e ritornare in prima divisione. Nel gennaio del 1994 si trasferisce al St. Johnstone, dopo aver segnato 6 reti nella prima parte di campionato con la maglia del Dundee, realizza altre 6 marcature con il St. Johnstone. In estate passa all'Aberdeen. Esordisce con la nuova divisa il 13 agosto 1994, segnando una rete all'Hearts (3-1) e il 21 gennaio 1995 sigla una doppietta a Edimburgo contro l'Hibernian (4-2). A fine stagione la squadra, giunta nona nel torneo, gioca lo spareggio promozione/retrocessione con il Dunfermline Athletic: il doppio 3-1 consente all'Aberdeen di restare in SPL. Con 15 reti Dodds raggiunge il secondo posto nella classifica marcatori. Nella stagione 1995-1996, per la prima volta da quando gioca in Scozia, non va in doppia cifra, fermandosi a 7 gol in 31 giornate. Nel 1997 ritorna a quota 15 reti in 31 partite di campionato, mantenendo una media reti/partita vicina a 0,5. Nel 1999 passa al Dundee United, andando in rete in 17 occasioni. Nel dicembre 1999, dopo aver segnato 9 reti in 15 incontri - tra cui un 1-0 alla sua ex St. Johnstone e una doppietta ad un'altra ex squadra, l'Aberdeen (3-1) - si trasferisce ai Rangers, realizzando le sue prime due reti con la nuova casacca contro il Motherwell (1-5) e risultando decisivo contro il St. Johnstone (doppietta, 0-2). A fine anno vince il suo primo titolo scozzese, riuscendo a fare il double con la Coppa di Scozia, competizione durante la quale firma una tripletta all'Ayr United (0-7) e sigla una rete anche nella finale contro l'Aberdeen, vinta per 4-0. Inoltre, eguaglia il suo record di reti, arrivando a quota 19. Nella stagione seguente debutta con due doppiette consecutive - contro St. Johnstone (2-1) e Kilmarnock (2-4) -, segnando consecutivamente nei primi cinque turni di campionato, ma chiudendo la stagione con 9 reti. Ritorno al gol il 6 aprile 2002, nella prima partita dei play-off, segnando una doppietta all'Hearts (2-0). Nel gennaio 2003, ritorna al Dundee United, andando in gol il 2 gennaio contro il Kilmarnock (2-2). Termina la stagione con 14 presenze e 2 reti. Il 30 agosto 2004 va in gol contro il Rangers (1-3), marcando due doppiette contro Livingston (2-0) e Dundee (2-2). Conta 10 reti in 33 sfide di campionato a fine annata. La sua ultima rete da professionista è datata 25 settembre 2005, contro il Kilmarnock (5-2). Termina la carriera al Partick Thistle, in terza divisione, nel 2006, intraprendendo la carriera di allenatore.
Vanta 515 presenze e 186 reti tra la prima e la seconda divisione scozzese.

### Nazionale
Esordisce il 5 ottobre 1996 contro la Lettonia (0-2).

## Palmarès

### Club

#### Competizioni nazionali
- Second Division: 1

Chelsea: 1988-1989
- Scottish First Division: 1

Dundee: 1991-1992
- Campionato scozzese: 1

Rangers: 1999-2000
- Coppa di Scozia: 2

Rangers: 1999-2000, 2001-2002
- Scottish League Cup: 1

Rangers: 2001-2002